# Mink Stole
Mink Stole, pseudonimo di Nancy Paine Stoll (Baltimora, 25 agosto 1947), è un'attrice statunitense.

## Filmografia parziale
- Mondo Trasho, regia di John Waters (1969)
- Pink Flamingos, regia di John Waters (1972)
- Nuovo punk story (Desperate Living), regia di John Waters (1977)
- Polyester, regia di John Waters (1981)
- Grasso è bello (Hairspray), regia di John Waters (1988)
- Cry Baby (Cry-Baby), regia di John Waters (1990)
- La signora ammazzatutti (Serial Mom), regia di John Waters (1994)
- Strade perdute (Lost Highway), regia di David Lynch (1997) - voce
- Gonne al bivio (But I'm a Cheerleader), regia di Jamie Babbit (1999)
- Shriek - Hai impegni per venerdì 17? (Shriek If You Know What I Did Last Friday the Thirteenth), regia di John Blanchard (2000)